# Каламоначі
Каламоначі (італ. Calamonaci, сиц. Calamònaci) — муніципалітет в Італії, у регіоні Сицилія,  провінція Агрідженто.
Каламоначі розташоване на відстані близько 490 км на південь від Рима, 70 км на південь від Палермо, 35 км на північний захід від Агрідженто.
Населення — 1353 особи (2014).
Щорічний фестиваль відбувається 5 квітня. Покровитель — San Vincenzo Ferreri.

## Демографія
Населення за роками:

Станом на 1 січня 2023 року в муніципалітеті офіційно проживало 13 іноземців з 7 країн, серед них 9 громадян країн Євросоюзу.

## Сусідні муніципалітети
- Бівона
- Кальтабеллотта
- Лукка-Сікула
- Рибера
- Віллафранка-Сікула